# Crédin
Crédin (in bretone: Kerzhin) è un comune francese di 1 499 abitanti situato nel dipartimento del Morbihan nella regione della Bretagna.

## Società

### Evoluzione demografica
Abitanti censiti